# Mauléon (Deux-Sèvres)
Mauléon é uma comuna francesa na região administrativa da Nova Aquitânia, no departamento de Deux-Sèvres. Estende-se por uma área de 120,64 km². Em 2010 a comuna tinha 8 758 habitantes (densidade: 72,6 hab./km²).